# Leon Cizelj
Leon Cizelj, slovenski fizik, * 1. januar 1964, Celje.
Je vodja Odseka za reaktorsko tehniko na Institutu Jožef Stefan in profesor na Fakulteti za matematiko in fiziko Univerze v Ljubljani, 
Leta 2025 je bil imenovan za direktorja IJS. 

## Izobrazba
Diplomiral je leta 1986 na Fakulteti za strojništvo Univerze v Mariboru, magisterij s področja jedrske tehnike pa je pridobil leta 1989 na Fakulteti za matematiko in fiziko Univerze v Ljubljani, kjer je leta 1993 pridobil tudi doktorat fizikalnih znanosti z disertacijo Ocenjevanje uspešnosti vzdrževanja uparjalnikov s pomočjo verjetnostne mehanike loma.

## Delo
Vodi Odsek za reaktorsko tehniko Institutu Jožef Stefan na reaktorskem centru Instituta. Njegova raziskovalna dejavnost vključuje varnost v jedrski tehniki, mehaniko trdnin in tekočin ter lomno mehaniko. Kot redni profesor na Fakulteti za matematiko in fiziko poučuje na drugi in tretji bolonjski stopnji v sklopu študijskega programa Jedrska Tehnika.
Od marca 2020 je član upravnega odbora ENEN, evropske mreže za jedrsko izobraževanje.

### Pojavljanje v medijih
- 'Ideje zaživijo, ko jih slišijo drugi', Delo, 07.05.2020[4]
- 'Dr. Leon Cizelj', Intervju, TV Slovenija, 21. 03. 2021[5]

#### Epidemija Covid-19
Ob izbruhu prvega vala epidemije Covid-19 je Matjaž Leskovar, član Cizljevega odseka na IJS, razvil in v Excelu implementiral svoj model za napovedovanje poteka epidemije. Vsakodnevne napovedi, opremljene s komentarji, metodologijo in navdihujočimi vrsticami je sprva objavljal na svojem profilu na Facebooku, kasneje se je vsebina preselila na odsečno spletno stran. Cizelj je postal defacto razlagalec teh vsebin in bil tako deležen velike medijske pozornosti, med drugim:
- Studio City, Prvi program RTV SLO, 26. 10. 2020,
- Vroči mikrofon, Val 202, RTV SLO, 13. 10. 2020,
- predavanje 'Kaj imata skupnega verižna reakcija v jedrskem reaktorju in epidemija?', v živo pretakano preko interneta v sklopu Znanosti na cesti, 16. 04. 2020.[7]

## Družina
Poročen je bil z Romano Jordan, trenutno pomočnico direktorja Instituta Jožef Stefan. Imata dva sinova.